# مزرعه (مجموعه تلویزیونی)
مزرعه یک مجموعه سیتکام آمریکایی است. اشتون کوچر و دنی مسترسون (که قبلاً در آن نمایش دهه ۷۰ همبازی بودند) به ترتیب در نقش برادران کلت و روستر بنت بازی کردند.  که به اداره گاوداری کلرادو متعلق به پدرشان بو (سم الیوت) کمک می کنند. همچنین دبرا وینگر در نقش مادرشان مگی، صاحب بار محلی، و الیشا کاتبرت در نقش ابی، معلم مدرسه محلی، علاقه‌مند کلت، بازی کرد. دیگر بازیگران «نمایش دهه ۷۰» که نقش‌های تکراری داشتند عبارتند از: ویلمر والدراما، کرتوود اسمیت و دبرا جو روپ می باشد. این مجموعه اولین بار در سال ۲۰۱۶ در نتفلیکس و به مدت چهار فصل در هشت قسمت پخش شد.
هر فصل شامل ۲۰ قسمت است که به دو قسمت تقسیم می شوند که هر قسمت شامل ۱۰ قسمت است که تقریباً ۳۰ دقیقه طول می کشد. نام همه قسمت‌ها برگرفته از آهنگ‌های موسیقی کانتری آمریکایی است.

## خلاصه
نمایش در آیرون ریور رنچ، در نزدیکی شهر کوچک ساختگی گریسون، کلرادو (جمعیت ۵۱۲، همانطور که روی تابلویی در تیتراژ ابتدایی نمایش داده شده است) اتفاق می‌افتد. دیالوگ شهر را در جنوب غربی کلرادو (نزدیک شهر واقعی اوری، کلرادو)، حدود شش ساعت رانندگی از دنور قرار می‌دهد. این سریال زندگی بنت‌ها را شرح می‌دهد، یک خانواده ناکارآمد متشکل از برادران کُلت و روستر، پدرشان بو، و مادرشان مگی که صاحب بار محلی است.

## بازیگران
- اشتون کوچر
- دنی مسترسون
- دبرا وینگر
- سم الیوت
- الیشا کاتبرت